# Српско држављанство
Српско држављанство или Држављанство Републике Србије је држављанство које се може добити у Републици Србији. Базира се на принципу ius sanguinis, односно на принципу порекла. Држављанство може добити особа која имају једног родитеља са држављанством Републике Србије или оба родитеља са држављанством Републике Србије.

## Правни основи
Закон којим се уређује држављанство Републике Србије је Закон о држављанству Републике Србије, којег је донела Народна скупштина Републике Србије 14. децембра 2004. године, а почео се примењивати 27. фебруара 2005. године. Кад је почела примена овог закона, престали су важити Закон о југословенском држављанству (донетог 1996 и допуњеног 2001 године) и Закон о држављанству Социјалистичке Републике Србије (донетог 1979 и допуњеног 1983).
Закон је два пута био допуњаван и измењиван.
Први допуна и измена је изгласана 24. септембра 2007. године када су неке одредбе о држављанству Србије и Црне Горе избачене, док додате одредбе о стицању држављанства Републике Србије за дотадашње држављане Црне Горе који су живели у Србији и одредбе за стицање држављанства Републике Србије за особе које су припадници српског народа.
Друга допуна је изгласана 22. марта 2018. године где се додаје члан везан за евиденције држављана и додавање одредбе о стицању држављанства Србије за особе које имају држављанство држављанин СФРЈ или друге републике СФРЈ на дан 31. децембар 2016. године а имају пребивалиште у Србији у моменту подношења захтева за држављанство.

## Стицање држављанства Републике Србије пријемом
Странци могу на свој захтев бити примљени у држављанство Републике Србије под условом:
- да им је одобрено стално насељење;
- да им није одузета пословна способност;
- да имају најмање три године непрекидно пријављено пребивалиште на територији Републике Србије;
- да поднесе писмену изјаву да Републику Србију сматра својом државом;
- доказ о отпусту или одрицању претходног држављанства или доказ да ће добити отпуст страног држављанства ако буде примљен у држављанство Републике Србије.

Уколико не поседују доказ о отпусту или одрицању претходног држављанства услед тога да друга држава одбија да се лице одрекне држављанства или му даје услове за одрицање држављанства које лице не може испунити, кад то није могуће и кад се разумно не може очекивати.
Процедура за стицање држављанства Републике Србије је посебна и траје мање за особе које су имале држављанство Социјалистичке Федеративне Републике Југославије.
Особи млађој од 18 година, чија оба родитеља стекну држављанство Републике Србије, може и оно стећи држављанство Републике Србије.

## Стицање држављанства Републике Србије рођењем на територији Републике Србије
Процедура за стицање држављанства Србије је олакшана за децу која су рођена у Србији. У случају да родитељи детета немају држављанство или им је држављанство непознато, дете по рођењу добија држављанство. Дете које је нађено или се не зна ко су му родитељи, добија држављанство Србије (уколико се утврди до 18. године, да су му родитељи страни држављани, дете губи држављанство Републике Србије).
Особе које су склопиле брак са држављанином Србије могу добити држављанство, под условом да брак траје најмање 3 године, има одобрено стално насељење у Републици Србији и поднесе писмену изјаву да Републику Србију сматра својом државом.

## Стицање држављанства за особе које припадају српском народу
Члан 23 Закона о држављанству предвиђа стицање држављанства особи која припада српском народу без отпуста страног држављанства кад поднесе поднесе писмену изјаву да Републику Србију сматра својом државом. Али исти члан закона предвиђа да на тај начин могу стећи и особе које су припадници других народа и етничких група са територије Републике Србије.
Исто тако под чланом 23 држављанство Републике Србије може бити стећи и лице рођено у другој републици раније СФРЈ које је имало држављанство те републике или је држављанин друге државе настале на територији раније СФРЈ, које као избегло, прогнано или расељено лице борави на територији Републике Србије или је избегло у иностранство

## Двојно држављанство
Закон дозвољава задржавања претходног држављанства у одређеним ситуацијама, попут добијања држављанства по одредбама из међународних уговора, кад Влада процени да је давање држављанства странцу од националног значаја, када друга држава одбија да се лице одрекне држављанства или му даје услове за одрицање држављанства које лице не може испунити, кад то није могуће и кад се разумно не може очекивати.
Такође припадници српског народа ван граница Србије могу поднети захтев о стицању држављанства Србије, без претходног одрицања страног држављанства.
До краја 2023. године међународни уговори о двојним држављанствима је постигнут само са Босном и Херцеговином 29. октобра 2002. године, током постојања Савезне Републике Југославије, а објављен у Службеном листу Савезне Републике Југославије 30.01.2003. године. (Ступио на снагу ступио на снагу 15. маја 2003. године). Србија као правни наследник СРЈ и ДЗ СЦГ, овај договор о двојном држављанству се и даље примењује.